# Begoña Vargas
Begoña Vargas López (Madrid, 18 de diciembre de 1995) es una actriz, modelo y bailarina española que se hizo conocida por interpretar a Roberta en La otra mirada (2018-2019). Más tarde obtuvo mayor reconocimiento por interpretar a Verónica de García en la ficción Alta mar (2019-2020) y a Cameron en Berlín, ambas de Netflix. Por su interpretación en la película Las leyes de la frontera (2021) recibió buenas críticas por parte de la prensa especializada.

## Biografía
Begoña nació el 18 de diciembre de 1999 en Madrid (España), aunque se crio en Loeches. Con 10 años comenzó sus estudios de danza moderna en la Escuela Municipal de Música, Teatro y Danza de Loeches. Unos años después empezó con la interpretación asistiendo a diversos cursos y realizando obras de teatro infantil como Los miserables de Victor Hugo o El Conde de Montecristo, entre otros.

## Trayectoria profesional
La fama le llegó con el papel de Roberta Luna Miñambres en la serie La otra mirada de TVE. En 2019, además de continuar su papel de Roberta en la segunda temporada de La otra mirada, protagoniza la serie de Netflix Alta mar junto a Ivana Baquero, Jon Kortajarena y Alejandra Onieva, donde interpreta a Verónica de García. En ese mismo año supo que también protagonizaría la serie Boca Norte, de la plataforma Playz.
A principios de 2020 debutó en el cine, siendo además la principal protagonista, con la película Malasaña 32, donde interpretó a Amparo Olmedo. En 2021 protagonizó la película basada en la novela del mismo nombre Las leyes de la frontera, donde interpretó a Tere, y que se estrenó en el Festival de Cine de San Sebastián. Además, fichó por la superproducción de Netflix Bienvenidos a Edén, donde compartió reparto con Amaia Aberasturi, Amaia Salamanca o Belinda durante sus dos temporadas. A finales de 2020 rodó el largometraje original de Netflix Centauro, dirigido por Daniel Calparsoro, que protagonizó junto a Àlex Monner y Carlos Bardem, y que se estrenó en 2022. En julio de 2021 se anunció su fichaje como personaje principal para la segunda temporada de Paraíso, serie emitida en Movistar+, donde interpretó a Evelyn.
En 2022 se conoció que sería una de las protagonistas del spin-off de La casa de papel, titulada Berlín, dando vida a Cameron, y que estrenó su primera temporada en diciembre de 2023. En 2024 protagonizó el cortometraje Hoy no ha dormido bien dirigido por Enrique Perales Mañes.

## Proyectos filantrópicos
La actriz colabora con la Asociación Índigo, que se ocupa de niños huérfanos en una isla de Kenia, la cual les proporciona educación y cuidados. Además, apadrinó en su casa a una niña de dicha asociación llamada Emily.

## Filmografía

### Cine
| Año  | Título                   | Personaje     | Notas        |
| ---- | ------------------------ | ------------- | ------------ |
| 2020 | Malasaña 32              | Amparo Olmedo |              |
| 2021 | Las leyes de la frontera | Tere          |              |
| 2022 | Centauro                 | Natalia       |              |
| 2024 | Hoy no ha dormido bien   | Sofía         | Cortometraje |

### Televisión
| Año       | Título             | Personaje              | Notas                          |
| --------- | ------------------ | ---------------------- | ------------------------------ |
| 2017      | Centro médico      | Virginia               | 1 episodio                     |
| 2018      | Paquita Salas      | Camarera               | Episodio: «Punto de partida»   |
| 2018–2019 | La otra mirada     | Roberta Luna Miñambres | Elenco principal; 21 episodios |
| 2019      | Boca Norte         | Andrea                 | Protagonista; 6 episodios      |
| 2019–2020 | Alta mar           | Verónica de García     | Elenco principal; 22 episodios |
| 2022      | Paraíso            | Evelyn Farré López     | Elenco principal; 4 episodios  |
| 2022–2023 | Bienvenidos a Edén | Bel                    | Elenco principal; 16 episodios |
| 2023      | Berlín             | Cameron                | Elenco principal; 8 episodios  |

## Premios y nominaciones
| Premio                      | Año  | Categoría                     | Trabajo nominado         | Resultado | Ref.   |
| --------------------------- | ---- | ----------------------------- | ------------------------ | --------- | ------ |
| Fotogramas de Plata         | 2022 | Mejor actriz de cine          | Las leyes de la frontera | Nominada  | [ 20 ] |
| Premios Gaudí               | 2022 | Mejor protagonista femenina   | Las leyes de la frontera | Nominada  | [ 21 ] |
| Unión de Actores y Actrices | 2022 | Mejor actriz revelación       | Las leyes de la frontera | Nominada  | [ 22 ] |
| Festival Eszena             | 2025 | Mejor Interpretación Femenina | Hoy no ha dormido bien   | Ganadora  |        |